# Stephen Ames
Stephen Ames, född 28 april 1964 i San Fernando i Trinidad och Tobago, är en professionell golfspelare på den amerikanska PGA-touren. Ames har medborgarskap både i Trinidad och Tobago och i Kanada. Ames är av portugisiskt/engelskt ursprung. 
Ames golftalang utvecklades tidigt i hans liv med hjälp av sin far, Michael. I sin debut i Hoerman Cup när han var 16 år (1980) gjorde han banrekord på Sandy Lanes golfbana på Barbados när han gick på sex slag under par.
Han vann sin första proffstävling, Pensacola Open på Ben Hogan Tour 1991. 1993 vann han Lyon Open i Frankrike på Volvo European Tour och i England 1996 vann han tävlingen Benson & Hedges. 
Ames nådde en ny nivå i sitt spel 2004. Fram till dess hade han som bäst placerat sig tvåa efter Craig Perks i 2002 års Players Championship. Men det året vann han sin första PGA-tävling, Cialis Western Open, i ett startfält där världsspelare som Tiger Woods, Vijay Singh och Davis Love III deltog. Den segern tillsammans med bra placeringar i några andra tävlingar gjorde att han steg på golfens världsranking och i augusti 2004 låg han på 18:e plats.
Trots dessa framgångar har Ames aldrig fått utmärkelsen som årets idrottsman i Trinadad och Tobago. Att han inte fått den utmärkelsen beror på att golf inte är en speciellt utbredd sport på Trinidad och Tobago och domarna rankar inte hans framgångar lika högt som andra idrottsmäns, till exempel Ato Boldon. Däremot fick han landets näst finaste utmärkelse 2004, Chaconiamedaljen i guld.

## Segrar på PGA-touren
- 2004 - Cialis Western Open
- 2006 - The Players Championship